# Rónán Hession
Rónán Hession (geboren 1975 in Dublin) ist ein irischer Blues-Gitarrist, Schriftsteller in englischer Sprache und Literaturkritiker. Er musiziert unter dem Künstlernamen Mumblin’ Deaf Ro.

## Leben
Rónán Hession spielt unter dem Namen Mumblin’ Deaf Ro E-Gitarre in verschiedenen irischen Bands. Er hat drei Musikalben produziert. Seine letzte Veröffentlichung, Dictionary Crimes, war 2012 beim Choice Music Prize zum Album des Jahres nominiert.
Hessions Debütroman Leonard und Paul stand 2019 auf der Shortlist für irische Erstlingsromane und war bei einer Reihe weiterer Literaturpreise, so beim Kerry Group Irish Fiction Award, in vorderer Reihe platziert.  

## Werke
- Leonard and Hungry Paul. Bluemoose Books, 2019
  - Leonard und Paul. Übersetzung Andrea O’Brien. Woywod & Meurer, 2023
- Panenka. Bluemoose Books, 2021

## Musik
- Señor, My Friend. 2002
- The Herring and the Brine. 2007
- Dictionary Crimes. 2012